# Golema Crcorija
Golema Crcorija (macedónul: Голема Црцорија) település Észak-Macedóniában, a Északkeleti körzetben, Kriva Palanka községben.

## Népesség
| Lakosok száma | 492  | 453  | 402  | 351  | 238  | 122  | 137  | 85   | 18   |
|               | 1948 | 1953 | 1961 | 1971 | 1981 | 1991 | 1994 | 2002 | 2021 |

- 2002-ben 85 lakosa volt, akik mindannyian macedónok.